# Lage Jørgensen Urne (biskop)
Lage Jørgensen Urne (1468 – 29. april 1529) var en dansk biskop. Han var halvbror til landsdommer Lage Jørgensen Urne.
Han var søn af Jørgen Urne til Brolykke og Kirsten Clausdatter Krumstrup. Blandt hans brødre var domprovst Hans Jørgensen Urne, Jørgen Jørgensen Urne, Johan Jørgensen Urne og rigsråd Knud Jørgensen Urne.
Han har formentlig gået i skole på Fyn, og derfra blev han i 1490 immatrikuleret ved Greifswald Universitet, hvor han året efter tog baccalaurgraden. Siden begav han sig til Rostock, hvor han blev mag.art.
Efter sin hjemkomst nævnes han første gang i marts 1496 som offentlig notar ved Sjællands Landsting i Ringsted. I 1497 nævnes han som kannik i Roskilde og biskop Niels Skaves assistent. Fra 1499 var han biskoppens kansler. I 1504 nævnes han som «Decretorum doctor» (doktor i kirkelig lovgivning) og «Cantor principalis» (førstestemme) i Roskilde Domkapitel, i 1507 tillige som kannik i Lund og Århus. I 1511 var han kong Hans' sendebud til kejser Maximilian i Tyskland for at få kejseren til at tage Danmarks parti i en strid med Lübeck, hvilket dog ikke lykkedes. Snart efter blev han kansler hos den udvalgte prins (den senere Christian 2.). Biskop Johan Jepsen Ravensbergs fratræden i 1512 åbnede hans vej til Roskilde bispestol, efter at have fået pavens stadfæstelse. Bispevielsen skete i januar 1513 i Ribe Domkirke ved biskop Iver Munk i kong Hans' og dronning Christines nærværelse. I denne sin ny stilling kunne han i august 1513, efter pave Leo 10.'s tilladelse, absolvere Christian 2., som knælende og ydmygt havde bedt om tilgivelse for sin behandling af den afdøde biskop Carl af Hamar.
Som biskop i Roskilde var han Danmarks øverste kansler samt kansler og patron for Københavns Universitet. Fra sit slot Hjortholm dekreterede han i denne sidstnævnte stilling i 1527, at ingen måtte høre teologiske forelæsninger, med mindre han var baccalaur eller præst eller på anden måde havde godtgjort, at han havde tilstrækkelig dømmekraft.
Som som biskop i Roskilde Stift, hvortil Rygen på det tidspunkt hørte, besad han mindst 20 hovedgårde, til dels bortforlenet til slægt og venner, og han havde også væsentlige øvrige indtægter.
En lang periode synes hans forhold til Christian 2. at have været godt; men dette ændredes, da kongen blev mere autokratisk og samtidigt lagde nye byrder på kirkens personer og ejendomme for at skaffe midler til sine felttog i Sverige. Dertil kom kongens fremfærd ikke blot fængslingen af biskop Jens Andersen Beldenak i Odense, men især mod de svenske bisper, som han «uden Skriftemål» lod henrette, og endelig hans indsættelse af en så uværdig person som afladskræmmeren Diderik Slagheck på Lunds ærkebispesæde.
Efter at støtten til kongen begyndte at vakle i foråret 1523, flygtede Urne – under foregivende af, at han ikke følte sig sikker for Sigbrit Willoms efterstræbelser – først til sit slot Dragsholm og siden til Jylland. Her fra skrev han 28. marts til kongen og advarede ham mod sammensværgelse, samtidigt med at han tilbød ham sin tro tjeneste, hvis han vise sig gunstig mod Roskilde Domkirke samt biskoppens gods og ejendom, slægt og venner. Få dage derefter hjalp han dog hertug Frederik ved hans ankomst til Århus. Og den 10. april sendte han fra Horsens til Christian 2. et langt brev, hvori han, efter at have foreholdt ham hele hans synderegister, endte med at opsige sit troskab. Brevet er dog vistnok ikke kommet kongen i hænde, da denne allerede 13. april forlod landet. Muligvis skyldes tonen i brevet også, at Urne på det tidspunkt havde erfaret, at 2 af hans sjællandske herregårde efter hans bortrejse var blevet hærget og plyndret af en af kongens mænd, Niels Pedersen Halveg.
Da Frederik 1. blev konge, ventede Lage Urne nok bedre tider for den katolske kirke, og kongens håndfæstning, der blev udstedt i Roskilde den 3. august 1523) indeholdt en forpligtelse til "aldrig at tilstede nogen Kætter, Luthers Disciple eller andre, at prædike eller lære lønlig eller åbenbarlig imod den helligste Fader Paven eller Romerkirken".
Han døde i 1529 på sin gård Bistrup ved Roskilde og blev begravet i St. Laurentii Kapel ved Roskilde Domkirke.
I 1536 blev det katolske bispegods i Danmark overtaget af staten.